# Tessera (mozaïek)

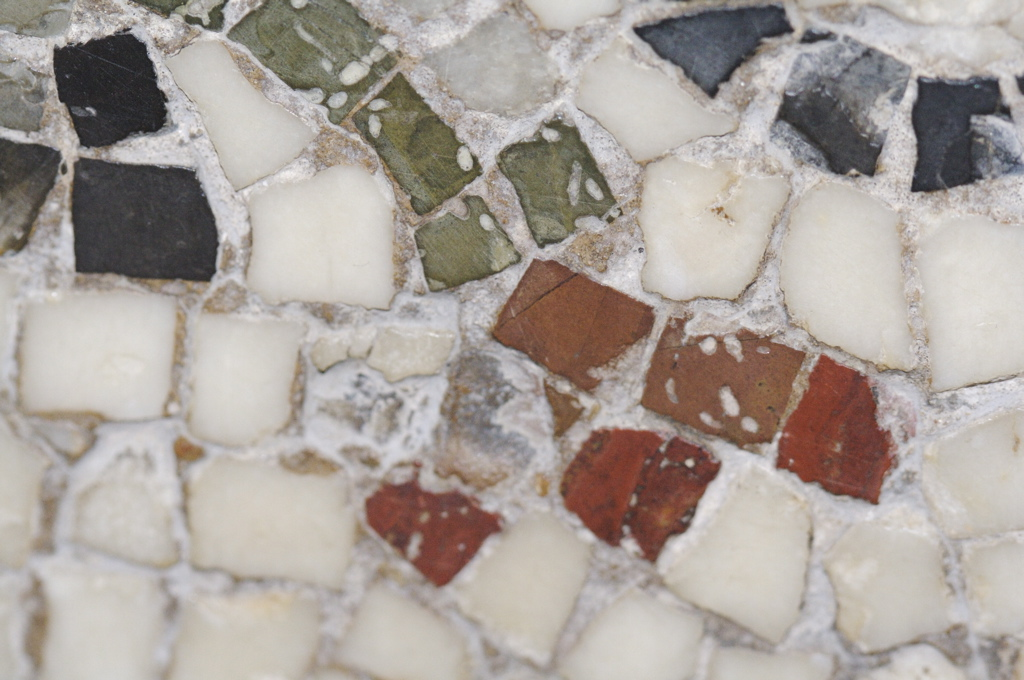
Mozaïek met behulp van tesserae

Tessera (Latijnse woord voor vierhoek; meervoud: tesserae; het woord is afgeleid van het Oudgriekse τέσσαρες / téssares – "vier") is de term voor de kleine vierhoekige plaatjes uit steen, keramiek, erts, lood, been, terracotta of glas, waarmee men onder andere mozaïekvloeren legde.

## Geschiedenis
De oudst bekende tesserae dateren uit het 3e millennium voor Christus, ontdekt in de oude stad Shahdad in de provincie Kerman, Iran.
In de klassieke oudheid werden mozaïeken gemaakt uit natuurlijk gevormde gekleurde kiezelstenen. Tegen ongeveer 200 voor Christus werden uitgesneden stenen tesserae in Hellenistisch-Griekse mozaïeken gebruikt. Er is bijvoorbeeld een grote hoeveelheid overgebleven materiaal uit de Hellenistische periode te vinden in de mozaïeken van Delos, Griekenland, daterend uit de late 2e eeuw v.Chr.. Oude Romeinse decoratieve mozaïekpanelen en vloermozaïeken werden ook geproduceerd in de 2e eeuw voor Christus, met name op locaties als Pompeï. Marmer of kalksteen werden in kleine blokjes gesneden en gerangschikt in representatieve ontwerpen en geometrische patronen.
Later werden tesserae gemaakt van gekleurd glas, of helder glas met een achterkant van metaalfolie. De Byzantijnen gebruikten tesserae met bladgoud, in welk geval de glazen stukken platter waren, met twee glazen stukken tussen het goud. Dit produceerde een gouden reflectie die zowel tussen de tesserae als hun voorkant kwam, wat een veel rijker en helderder effect veroorzaakte dan zelfs gewoon bladgoud zou creëren.

## Hedendaagse tesserae
Glas

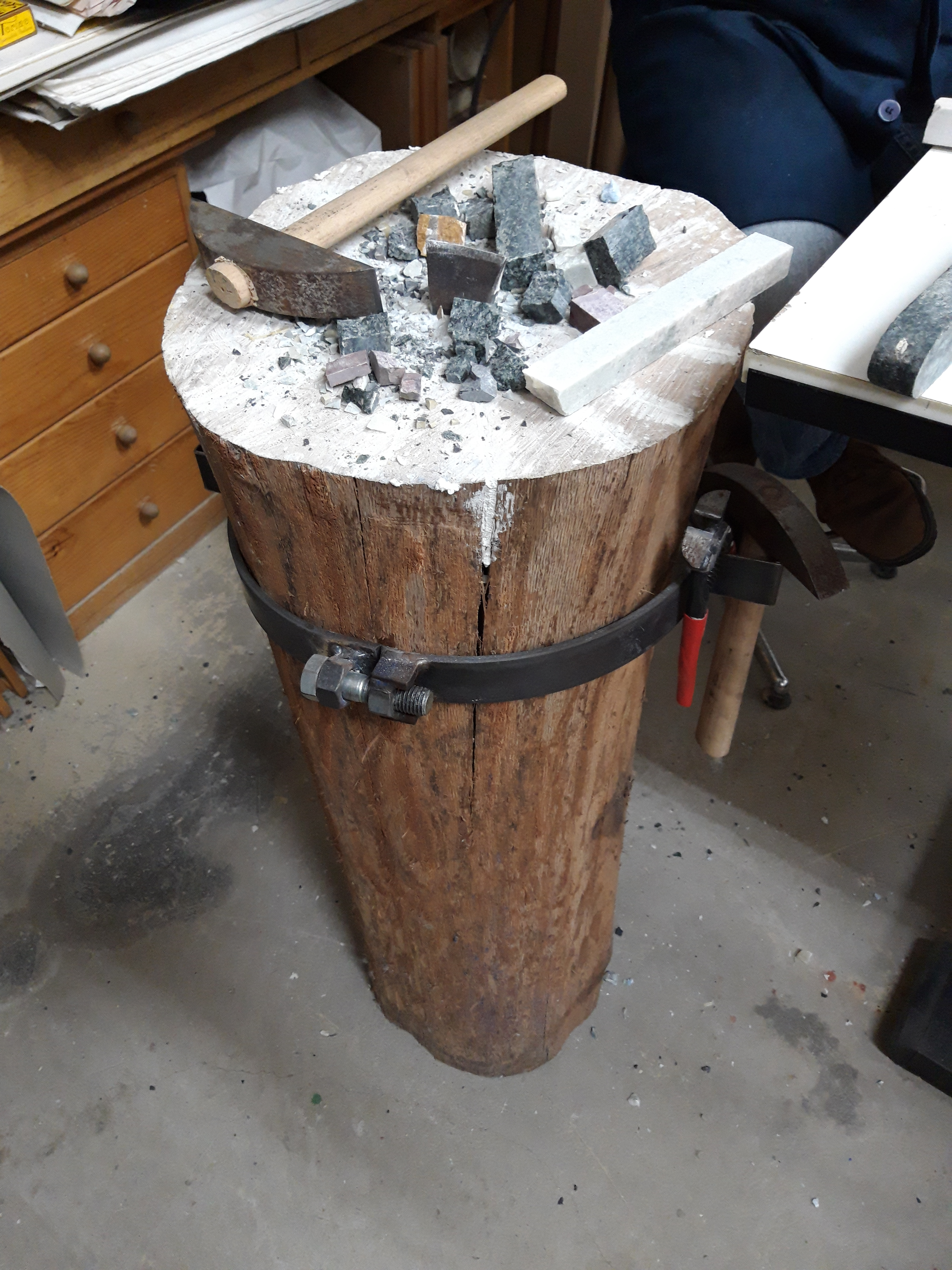
Houten blok met hamer voor het snijden van mozaïektegels.

Dit zijn vervaardigde glastegels die in een uniforme vorm en maat zijn gemaakt. Ze worden gemaakt door gesmolten glas in vormen te gieten en te bakken. Aan de onderkant zijn groeven gemaakt voor de hechting aan cement bij het bevestigen.
Keramische tesserae
Dit is het goedkoopste assortiment aangekochte materialen en kan geglazuurd of ongeglazuurd zijn. Bij de geglazuurde keramische tegels wordt de kleur op de bovenkant van de klei geschilderd en vervolgens in een oven op hoge temperatuur gebakken. Bij de ongeglazuurde of geglazuurde versie wordt de kleur gemengd met de natte klei zodat de kleur er doorheen loopt. Ze variëren in grootte.
Smalti
Dit is het klassieke mozaïekmateriaal. Het is ondoorzichtig glas dat in grote platen in een oven wordt gebakken en vervolgens met de hand in kleine blokjes wordt gehakt met een hamer en een harde beitel. Door hun onregelmatige afwerking geven ze een prachtige lichtreflectie en dit materiaal kan het beste rechtstreeks in cement worden verwerkt. Het wordt geproduceerd in Venetië en wordt verkocht op kleur en gewicht.
Gouden smalti
Deze tegels worden gemaakt met bladgoud en zilver, ingeklemd tussen twee glaslagen en twee keer gebakken in de oven om in het metaal te worden ingebed.
Spiegelglas
Hiervoor gebruikt men spiegelfragmenten die als snijafval verkrijgbaar zijn bij glassnijders.
Glas-in-lood
Ondoorzichtig glas in lood wordt geleverd als grote platen die met een glassnijder in kleinere secties kunnen worden gesneden.
Huishoudelijke keramische tegels en porselein
Verschillende huishoudelijke voorwerpen, waaronder aardewerkscherven, kunnen worden gebruikt, vooral in de trencadís-techniek.